# Pitkäsaari (ö i Finland, Lappland, Rovaniemi)
Pitkäsaari är en ö i Finland. Den ligger i sjön Simojärvi och i kommunen Ranua i den ekonomiska regionen  Rovaniemi ekonomiska region  och landskapet Lappland, i den norra delen av landet, 700 km norr om huvudstaden Helsingfors. Öns area är 1,2 hektar och dess största längd är 320 meter i öst-västlig riktning.